# Secretary
Secretary är en amerikansk romantisk dramakomedifilm från 2002 i regi av Steven Shainberg. I huvudrollerna ses Maggie Gyllenhaal och James Spader. Manuset är baserat på novellen "Secretary" i novellsamlingen Bad Behavior från 1988 av Mary Gaitskill. Den handlar om en sekreterares BDSM-färgade förhållande till sin arbetsgivare. 

## Rollista
- Maggie Gyllenhaal – Lee Holloway
- James Spader – E. Edward Grey
- Jeremy Davies – Peter
- Lesley Ann Warren –  Joan Holloway
- Stephen McHattie – Burt Holloway
- Jessica Tuck – Tricia O'Connor
- Patrick Bauchau – Dr. Twardon
- Amy Locane – Lees syster
- Oz Perkins – Jonathan
- Michael Mantell – Stewart
- Sabrina Grdevich – Allison
- Ezra Buzzington – skrivmaskinslärare